# Mercenário

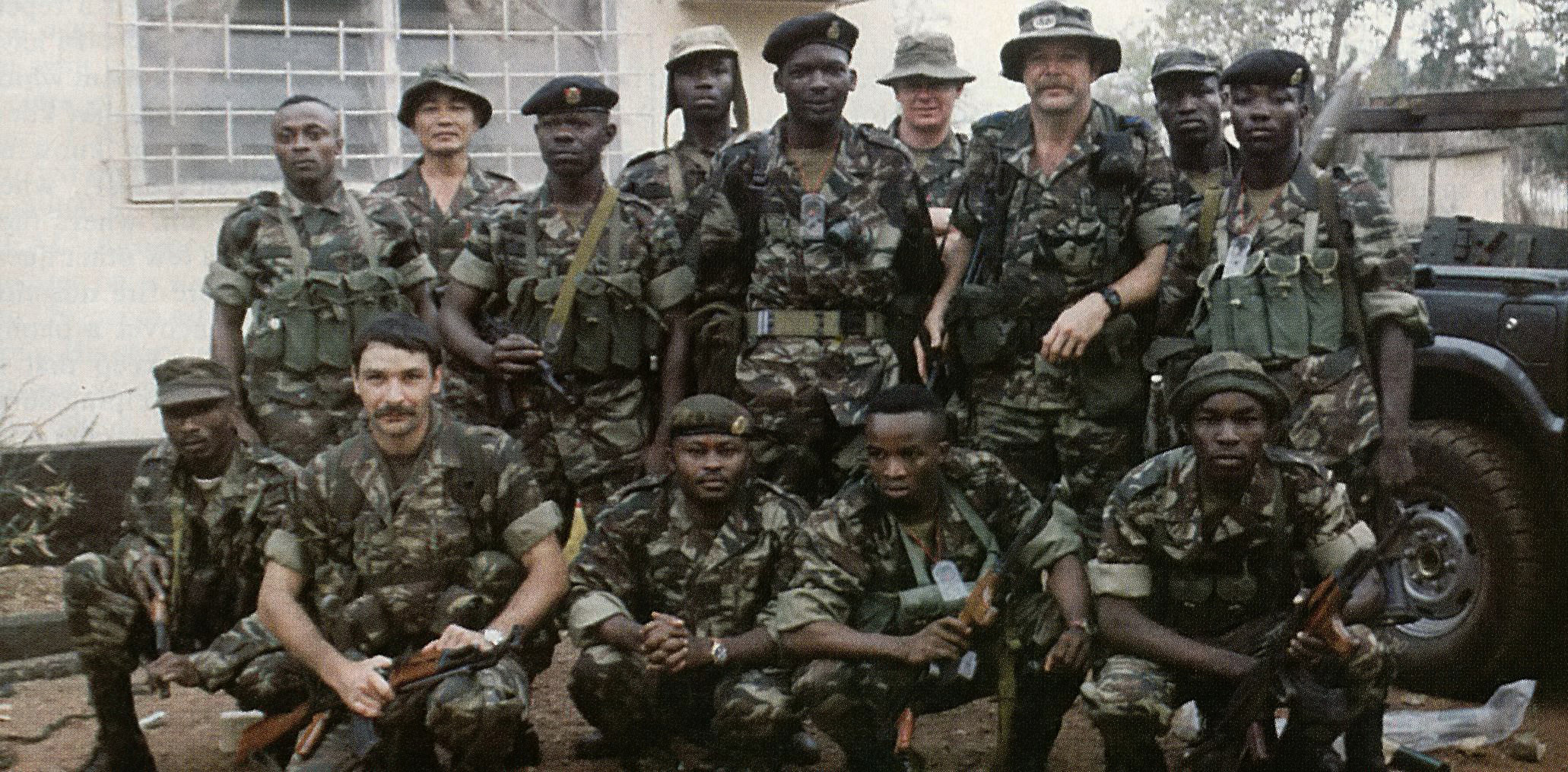
Os mercenários Tenente-Coronel Robert C. MacKenzie (em pé, asas no chapéu) e Tenente Andy Myers (o segundo da esquerda, ajoelhado) com militares da Unidade Comando de Serra Leoa que ele estava treinando com os Guardas de Segurança Gurkhas.

Mercenário (do latim mercenarius, de merce = comércio) é o nome pelo que é chamado aquele que trabalha por soldo ou pagamento. O termo designa, especificamente, os soldados que lutam objetivando o pagamento ou a divisão dos despojos, sem ideais ou fidelidade a um Estado ou nação.
Um mercenário é também chamado de soldado da fortuna, arma de aluguel ou abreviado em inglês como Merc, e são muitas vezes referidos como a "segunda profissão mais antiga do mundo". O mercenarismo sempre esteve presente na história militar, com exemplos notáveis em Cartago, nas guerras italianas e no mundo muçulmano (especialmente os janízaros). No século XX, os mercenários tiveram grande atuação nas Brigadas Internacionais na Guerra Civil Espanhola e com mercenários europeus e americanos nas guerras na África durante a Guerra Fria, inclusive contra a ONU; onde foram apelidados Les Affreux (Os Terríveis) e Cães de Guerra. Entre os mais ilustres destes últimos estão "Mad" Mike Hoare, Bob Denard e Rolf Steiner.
Estes mercenários da selva africana foram imortalizados pela mídia em livros e filmes, dentre os mais notáveis está Cães de Guerra do escritor Frederick Forsyth. Outra forma de mídia foi a famosa revista Soldier of Fortune, que sempre trabalhou com a temática do mercenarismo internacional, inclusive ajudando no recrutamento de mercenários norte-americanos para a Guerra da Rodésia.
No século XXI, o mercenarismo se apresenta majoritariamente por meio das empresas militares privadas (Private Military Companies, PMC), ostensivamente realizando missões de apoio - como proteção, manutenção e transporte - mas também engajando-se em ações ofensivas. Na Guerra do Iraque, a empresa Blackwater (depois Xe Services e atualmente Academi) tornou-se famosa por seus altos salários e crimes de guerra. Na atual guerra na Ucrânia, o Grupo Wagner de mercenários russos é usado em combate direto como tropa de assalto.

## Histórico

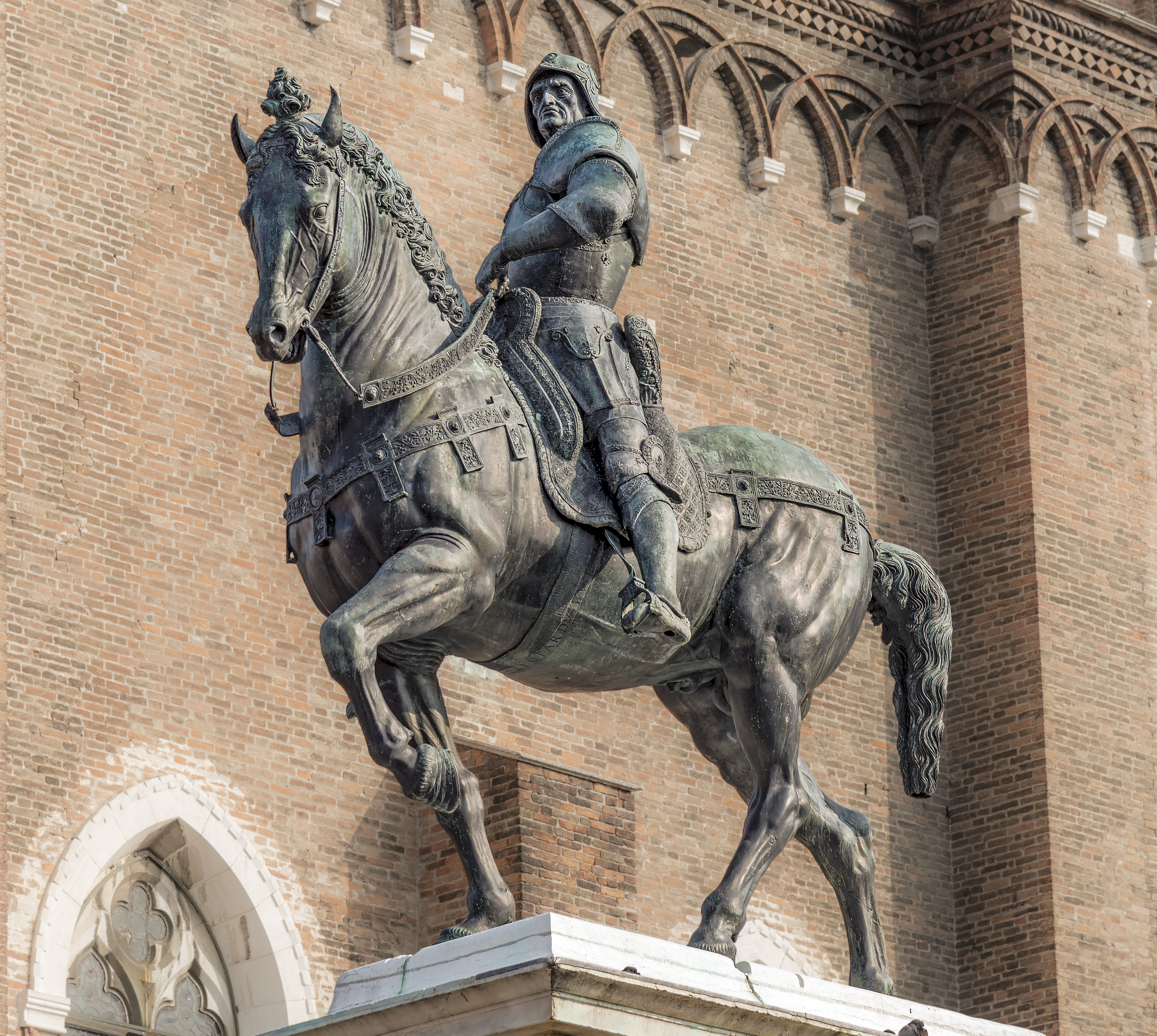
Estátua a Bartolomeo Colleoni, famoso mercenário.

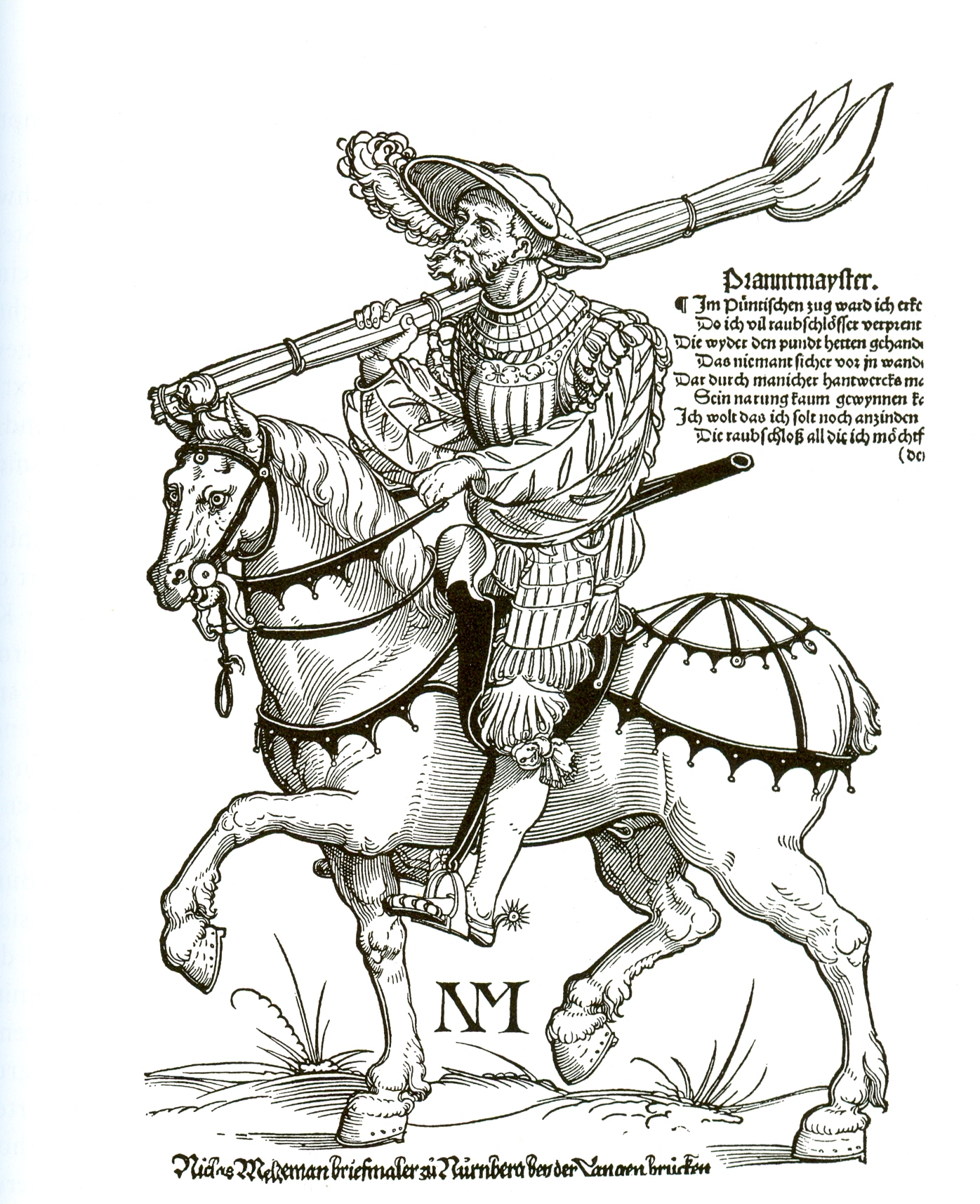
Lansquenete (mercenário de origem germânica, séc. XVI).

Soldados contratados em outros povos para lutar na defesa dos interesses alheios são instituto antigo. Na China a existência de mercenários esteve ligada ao processo de formação do estado unitário, durante os séculos IV e III a.C.; tropas mercenárias foram oriundas das disputas entre os grandes feudos, formando o núcleo e a mentalidade dos exércitos que se formaram em seguida, na dinastia Han.
No Egito Antigo eram contratados mercenários líbios para a guarda das fronteiras. A Grécia os possuía, nas tropas das cidades e mesmo soldados gregos eram contratados pelos persas.
Em Cartago, as revoltas das tropas mercenárias levou à derrota da importante colônia fenícia, durante o governo Amílcar Barca. A história foi romanceada por Gustave Flaubert, na obra Salammbô.
As forças mercenárias ganham força na Alta Idade Média, formando tropas que, a serviço dos príncipes — únicos com direito de guerrear — participam dos muitos conflitos europeus. Nos tempos de paz, entretanto, estes guerreiros tornavam-se bandidos, à margem da lei por não terem outra ocupação e constituindo-se em problema social que os governantes enfrentavam enviando-os para combates em frentes distantes, como Constantinopla. Entre 1300 e 1375 ondas desses bandos invadem a Itália, sendo a formada pelos húngaros tão numerosa e bem-estruturada que se assemelhava a uma cidade-estado móvel.
As depredações e os saques eram uma praga para muitas regiões. Carlos V pagou milhares de escudos para proteger o pretendente ao trono de Castela, Henrique de Trastâmara, contra Pedro, o Cruel, aliado dos ingleses. Em 1444, o Rei Luís XI de França contratou mercenários sem ocupação para combater mercenários suíços, lorenos e alsacianos. O papa Urbano V, sentindo-se ameaçado pelos mercenários, se propôs a reuni-los para uma nova Cruzada à Terra Santa. Foi do rei Carlos VII de França que veio a primeira sugestão prática para resolver o problema dos mercenários: reuniu os estados gerais em Orléans (1439) e sugeriu a criação de um exército permanente. A partir daí, o rei detinha poder sobre as tropas, seria o único a nomear oficiais e decretar impostos para mantê-los. Os capitães seriam responsáveis pela conduta de seus homens.
No Brasil D. Pedro I formou o Corpo de Estrangeiros para lutar na Guerra da Cisplatina. Mais tarde, no tempo de D. Pedro II, foram contratados os mercenários Brummer.

### Maquiavel
O problema das forças de aluguel preocupou Maquiavel, dedicando em sua obra O Príncipe, à análise dessas tropas a serviço do governante. Para ele, o príncipe deve procurar constituir tropas próprias, sendo um risco mesmo em caso de vitória.
| “ | Digo, pois, que as armas com as quais um príncipe defende o seu Estado, ou são suas próprias ou são mercenárias, ou auxiliares ou mistas. As mercenárias e as auxiliares são inúteis e perigosas e, se alguém tem o seu Estado apoiado nas tropas mercenárias, jamais estará firme e seguro, porque elas são desunidas, ambiciosas, indisciplinadas, infiéis; galhardas entre os amigos, vis entre os inimigos; não têm temor a Deus e não têm fé nos homens, e tanto se adia a ruína, quanto se transfere o assalto; na paz se é espoliado por elas, na guerra, pelos inimigos. A razão disto é que elas não têm outro amor nem outra razão que as mantenha em campo, a não ser um pouco de soldo, o qual não é suficiente para fazer com que queiram morrer por ti. Querem muito ser teus soldados enquanto não estás em guerra, mas, quando esta surge, querem fugir ou ir embora. | ” |

## Direito internacional
O Iº Protocolo adicional (de 8 de junho de 1977) da 4.ª Convenção de Genebra de 12 de agosto de 1949, no Artigo 47, não reconhece ao mercenário os direitos dos prisioneiros de guerra.
| “ | Mercenários: 1. Um mercenário não possui direito ao estatuto de combatente ou de prisioneiro de guerra. 2. Pelo termo "mercenário" se entende qualquer pessoa: a) que seja propositalmente recrutada, localmente ou no estrangeiro, para combater em conflito armado; b) que de fato tome parte direta nas hostilidades; c) que tome parte nas hostilidades motivado pelo desejo de adquirir lucro pessoal, e para o qual recebeu promessa, por uma das partes em conflito ou em seu nome, de remuneração material claramente superior àquela prometida ou correspondente em grau e funções similares nas forças armadas desta mesma parte; d) que não seja cidadão de uma parte em conflito, nem residente de um território controlado por uma parte em conflito; e) que não seja membro das forças armadas de uma parte em conflito; e f) que não tenha sido enviado por um Estado não-parte em conflito, em missão oficial como membro das forças armadas deste mesmo Estado. | ” |

Ao contrário dos soldados regulares, que ficam ao abrigo do estatuto de prisioneiro de guerra, os mercenários são considerados presos de delito comum.

## Mercenarismo contemporâneo

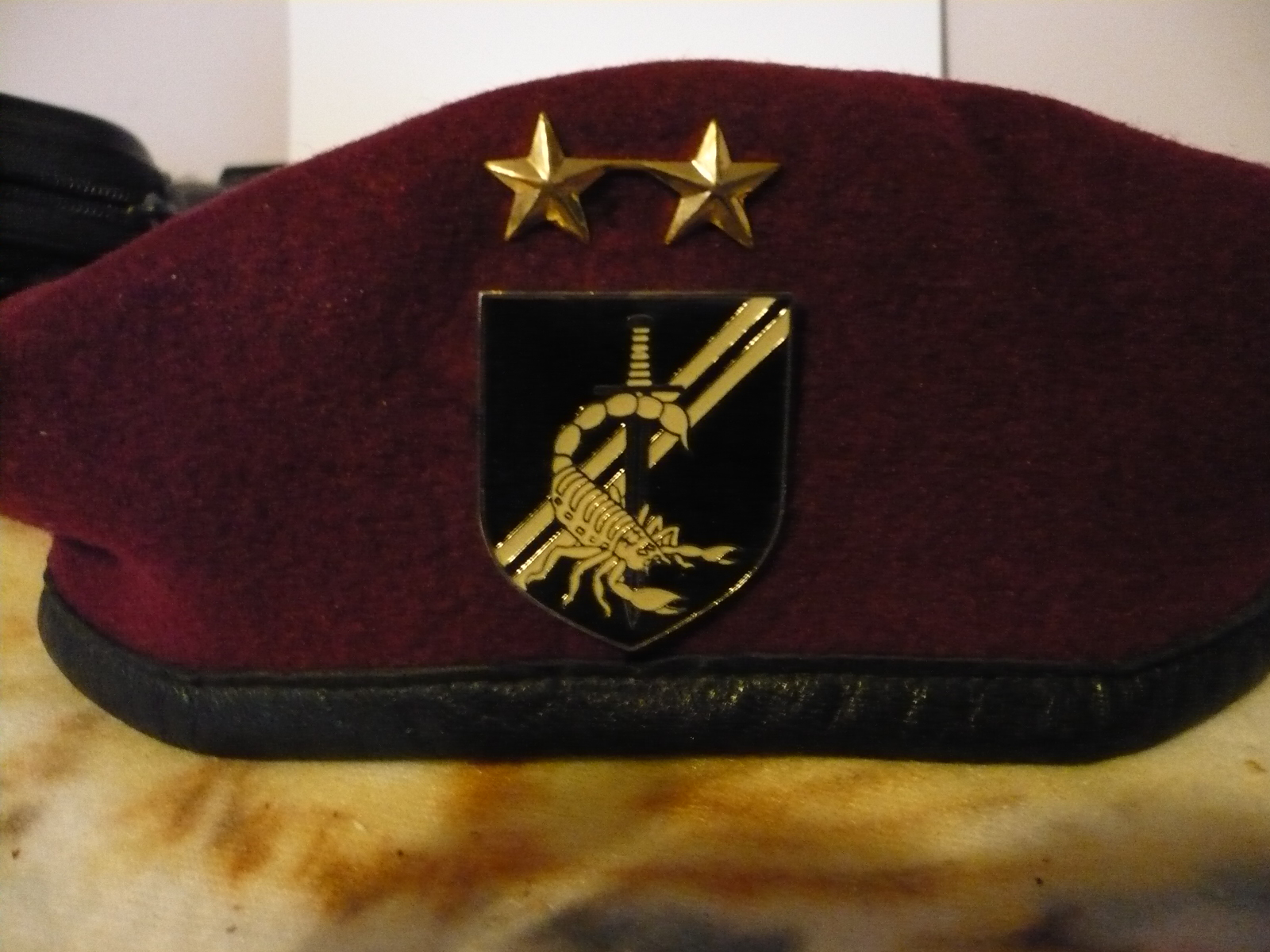
Boina vermelha com a insígnia de escorpião da Unidade de Combate Comando 5, Wild Geese (Gansos Selvagens).

Outrora tradicionalmente conhecidos como mercenários, e identificados como tais então, até pela vestimenta, como tropa à parte, em geral a serviço de algum Estado; hoje a maioria presta serviço às empresas militares privadas sem que seja possível na maioria dos casos distingui-los, pelos trajes, documentação ou armamento, dos combatentes junto aos quais são alocados por seus empregadores contratantes. Sejam estes combatentes, junto aos quais trabalharão, membros de um exército regular, de uma força rebelde/guerrilheira, de um grupo político (milicianos ou não) de situação, oposição, ou de uma organização terrorista.
Fazem parte das modernas equipes dessas empresas de mercenários (incluindo suas terceirizadas), não apenas especialistas nos ofícios militar e policial, mas também gerentes dos mais diversos setores, traficantes de armas e lavadores de dinheiro experientes, engenheiros especializados  em armamentos, diversos especialistas nas áreas de marketing, mídia, relações públicas e computação, além de tradutores, pilotos, motoristas, técnicos que conheçam profundamente logística ou transmissão via satélite, entre vários outros tipos de profissionais. Tal modelo de negócios, teve impulso em especial a partir da década de 1990, após o fim da Guerra Fria.
Atualmente em conflitos como a Guerra Civil Síria, somente no ano de 2013 entraram no país cerca de 11 mil mercenários, o maior fluxo desde a Guerra Civil do Afeganistão nos anos 80.

## Mercenários famosos
- Bartolomeo Colleoni
- Erasmo da Narni
- Federico da Montefeltro
- Francesco Sforza
- Georg Frundsberg
- Giovanni dalle Bande Nere
- Giuseppe Garibaldi
- Guarda Suíça
- Hans Staden

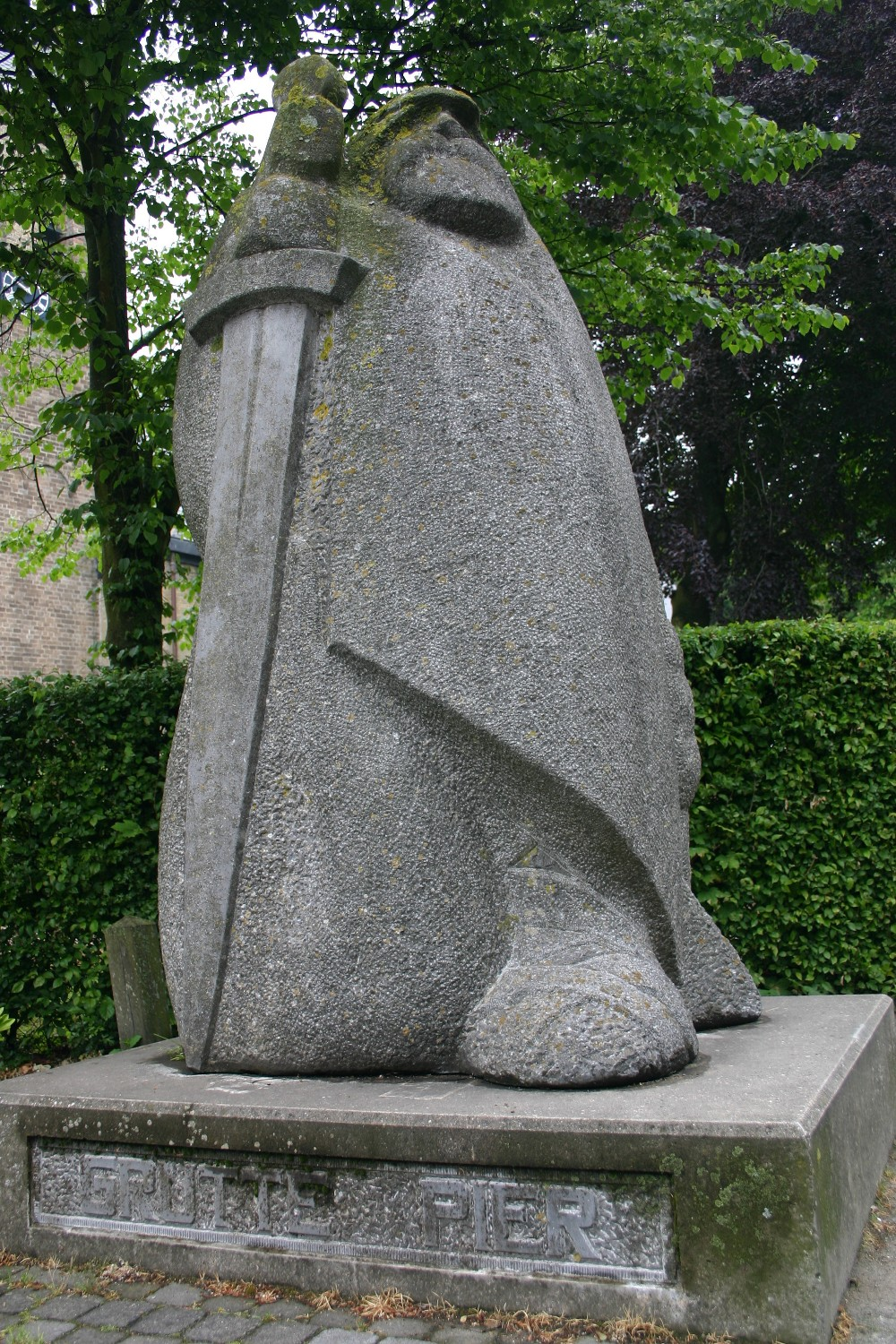
Estátua de Pier Gerlofs Donia, que comandou um exército de mercenários na Frísia do século XVI.

- Lamberto de Cadoc, preferido de Filipe II de França
- Mercadier - guerreiro francês do século XII pago pelo Rei Ricardo I da Inglaterra
- Mike Hoare
- Sigismundo Malatesta, senhor de Rimini
- Silvestre de Budes
- Patrick Sarsfield
- Frederick Russell Burnham
- Thomas Cochrane